# Джованні Баттіста Руопполо
Джованні Баттіста Руопполо (італ. Giovan Battista Ruoppolo, 1629, Неаполь — 1693) — італійський художник XVII століття, представник Неаполітанської школи живопису. Малював натюрморти.

## Маловідома біографія

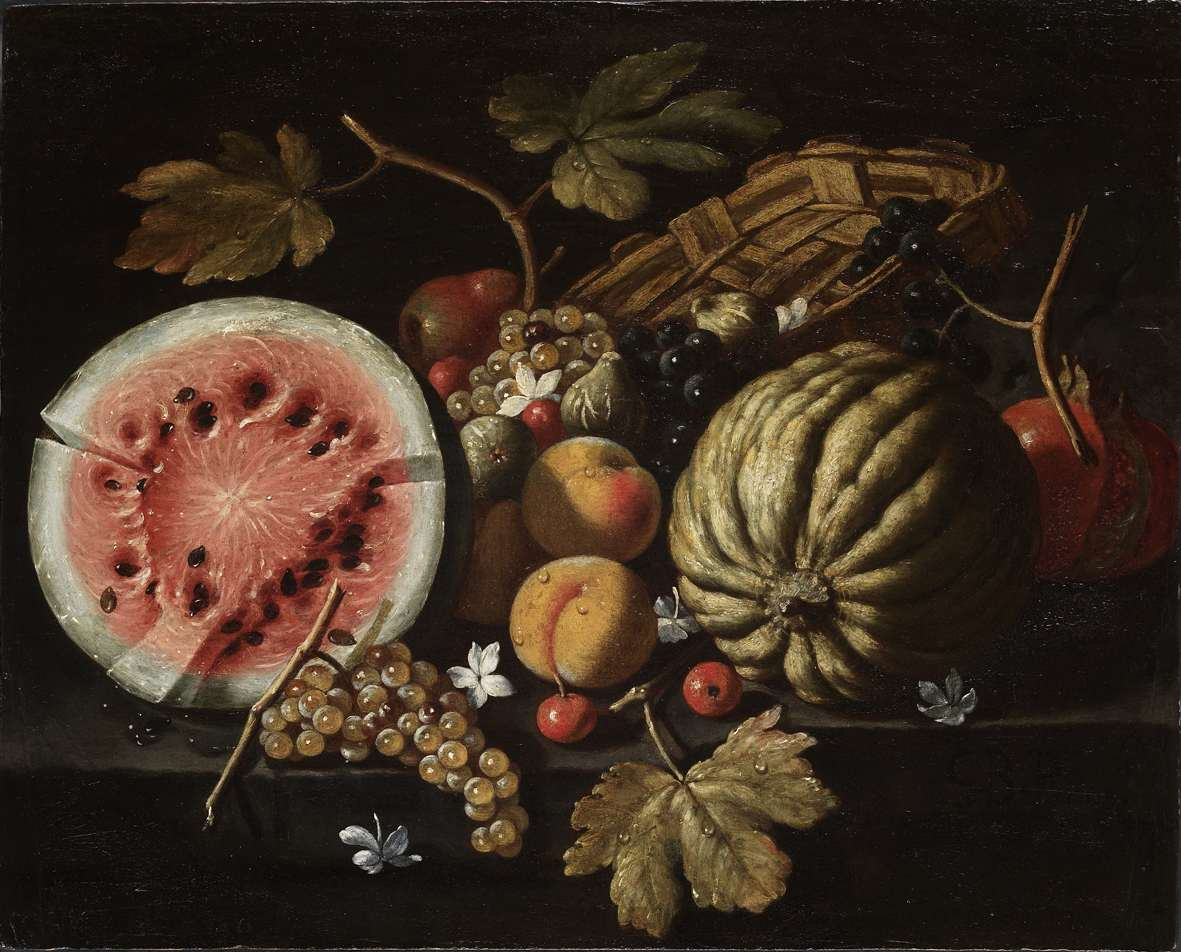
Руопполо. «Кавун, диня і фрукти на кам'яній стільниці»

Про художника збереглося занадто мало свідоцтв. До останнього часу не були відомі точно роки його життя. За уточненими даними це 1629–1693 рр.
Учень неаполітанського художника Паоло Порпора. Художня манера Руопполо скидалася на вивченні творів Порпори, Джузеппе Рекко, Мікеланджело Черквоцці. На відміну від Рекко, що малював риб, трофеї мисливців, квіти і овочі, Руопполо надавав перевагу зображенню квітів, овочів поряд з тваринами або мушлями. Його натюрморти вирізняє яскравий колорит, який посилює сильне бічне освітлення. Адже на художню манеру майстрів Неаполя мав сильний вплив караваджизм. До того ж, в Неаполі деякий час працював і сам Караваджо.
Відомо, що мав учня — Джузеппе Руопполо.
«Натюрморт з динями» художника Руопполо зберігає Музей мистецтв імені Богдана та Варвари Ханенків у Києві.

## Галерея творів

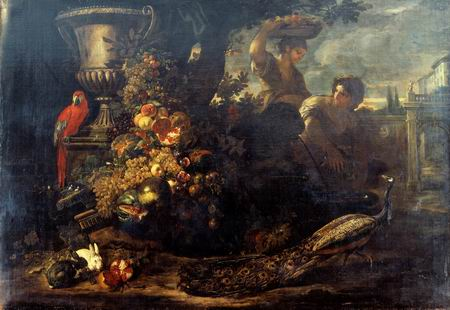
Руопполо разом з художником Солімена. Руопполо - натюрморт, Солімена - жіночі фігури.1650 р.
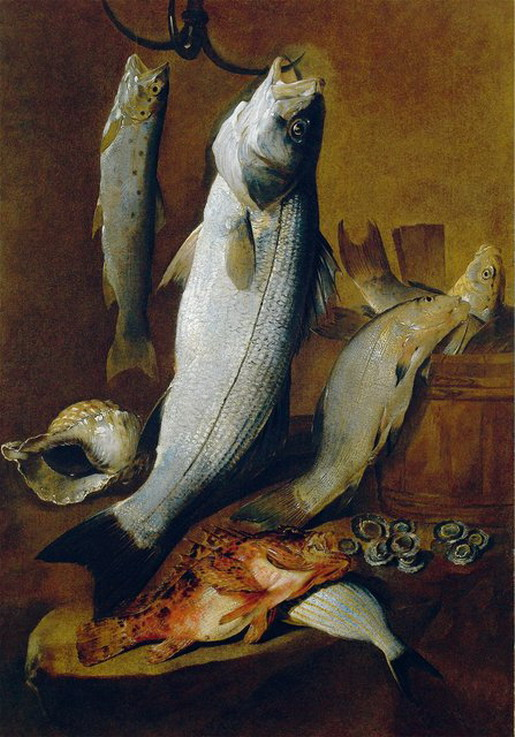
Руопполо. «Натюрморт з рибою і морською мушлею»
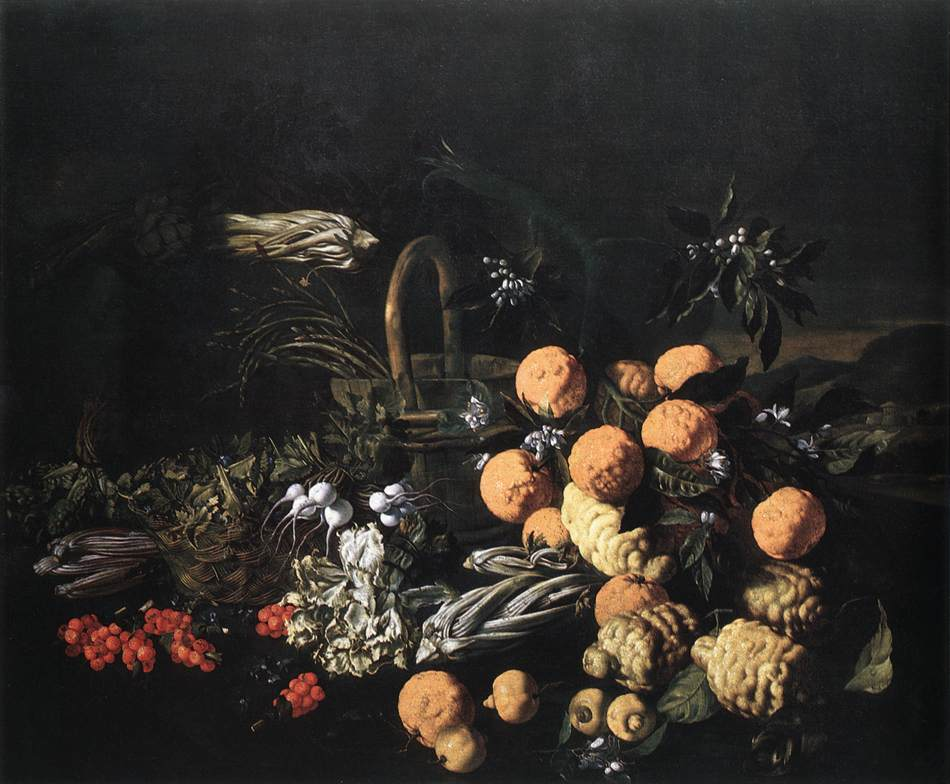
Руопполо. «Натюрморт з дерев'яною цеберкою в пейзажі».